# Pseudoterpna obscura
Pseudoterpna obscura là một loài bướm đêm trong họ Geometridae.